# Browne Noakenshin
Browne Noakenshin (sinh ngày 27 tháng 5 năm 2001) là một cầu thủ bóng đá người Nhật Bản gốc Canada hiện đang thi đấu ở vị trí Tiền đạo cho CLB Yokohama F. Marinos.

## Sự nghiệp câu lạc bộ
Browne Noakenshin hiện đang chơi cho Yokohama F. Marinos.